# Бока-де-ла-Сьерпе
Бока-де-ла-Сьерпе (исп. Boca de la Serpiente) — пролив между мысом Икакос на юго-западе Тринидада и Тобаго и северным побережьем Венесуэлы, от Атлантического океана к заливу Пария. Длина канала около 14 километров (8,7 миль) в самом узком месте.

## История
Пролив был назван проливом Колумба в честь Христофора Колумба во время его третьего путешествия.